# Grimacco
Grimacco (Garmak en slovène) est une commune italienne de la province d'Udine dans la région Frioul-Vénétie Julienne en Italie.

## Administration
| Période                                  | Période  | Identité            | Étiquette                  | Qualité |
| ---------------------------------------- | -------- | ------------------- | -------------------------- | ------- |
| 1945                                     | 1960     | Antonio Pauletig    |                            | Maire   |
| 1960                                     | 1965     | Giuseppe Clodig     |                            | Maire   |
| 1965                                     | 1975     | Lucio Zufferli      |                            | Maire   |
| 1975                                     | 1990     | Fabio Bonini        | Partito Comunista Italiano | Maire   |
| 1990                                     | 1994     | Elio Chiabai        | Democrazia Cristiana       | Maire   |
| 1994                                     | 2009     | Lucio Paolo Canalaz | Liste civique              | Maire   |
| 2009                                     | 2024     | Eliana Fabello      | Liste civique              | Maire   |
| 2024                                     | En cours | David Iurman        | Liste civique              | Maire   |
| Les données manquantes sont à compléter. |          |                     |                            |         |

Elements de Ministère des Affaires étrangères de l'Intérieur

### Hameaux
Arbida/Arbida, Brida Inferiore/Dolenje Bardo, Brida Superiore/Gorenje Bardo, Canalaz/Kanalac, Clodig/Hlodič (siège communal), Costne/Hostne, Dolina/Vodopivac, Grimacco Inferiore/Mali Garmak, Grimacco Superiore/Veliki Garmak, Liessa/Liesa, Lombai/Lombaj, Plataz/Platac, Podlach/Podlak, Rucchin/Zaločilo, Scale/Skale, Seuza/Seucè, Slapovicco/Slapovik, Sverinaz/Zverinac, Topolò/Topolove, Ville di Mezzo (ou Case Fanfani).

### Communes limitrophes
Drenchia, San Leonardo, Savogna, Stregna, Caporetto/Kobarid (SLO).

## Galerie de photos

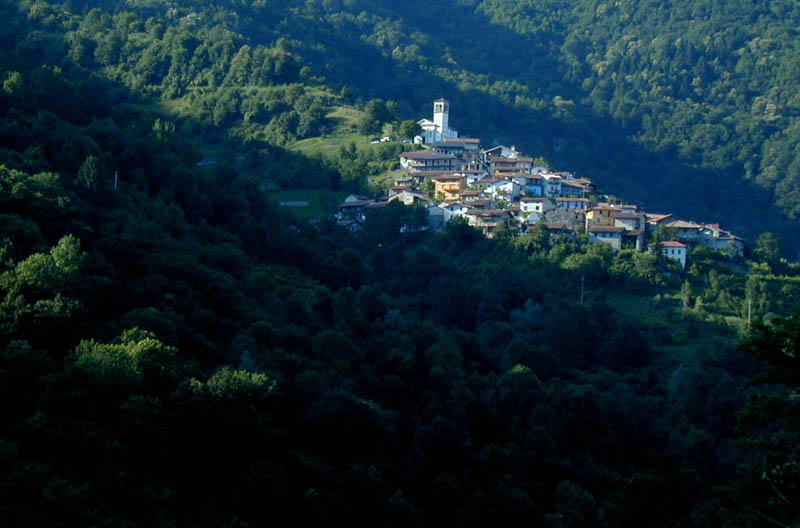
Le pays de Topolò
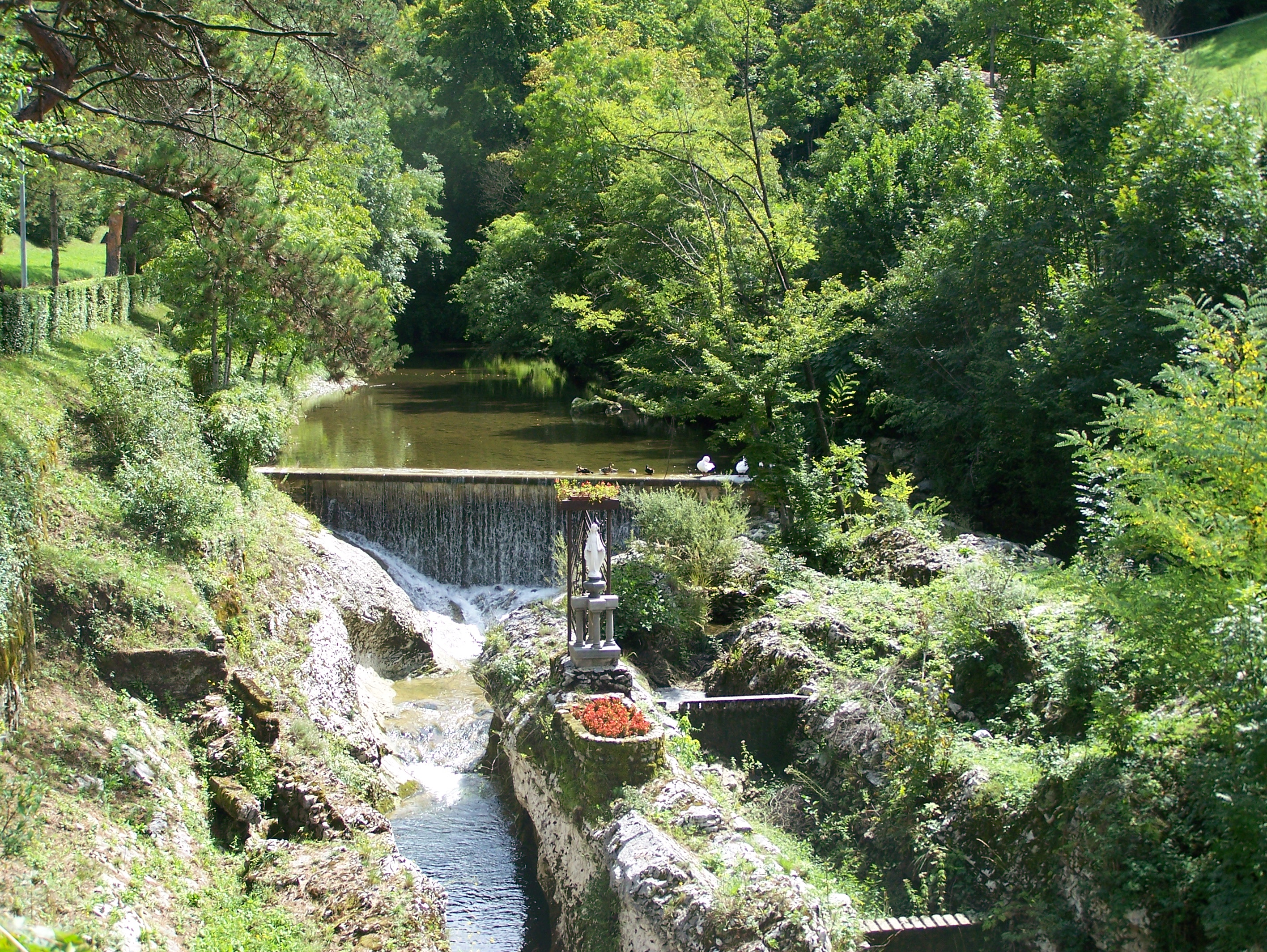
Le torrent Rieca
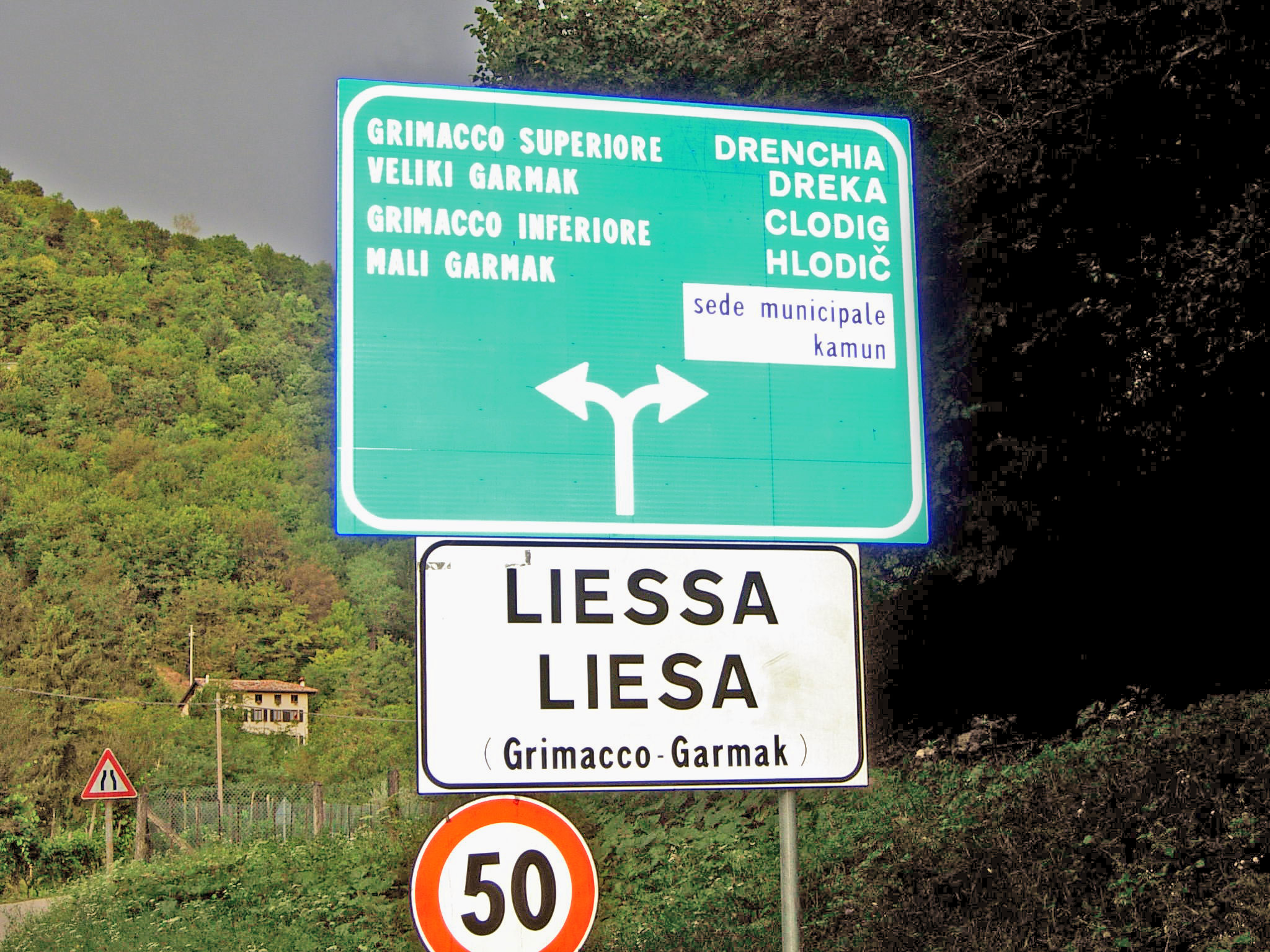
Liessa: signal de direction bilingue